# دان شارپ
دان شارپ (انگلیسی: Don Sharp; ۱۹ آوریل ۱۹۲۱ – ۱۴ دسامبر ۲۰۱۱) تهیه‌کننده، کارگردان فیلم و نویسنده اهل استرالیا بود.
از فیلم‌ها یا برنامه‌های تلویزیونی که وی در آن نقش داشته‌است می‌توان به هنسی، افسونگری، سی و نه پله و چهار پر اشاره کرد.